# Sugiol
Sugiol – diterpenoid, fenolowa pochodna abietanu, naturalnie występująca w tkankach cyprysowatych i zastrzalinowatych.

## Otrzymywanie

### Skala laboratoryjna
Może być otrzymywany jako alkoholowy wyciąg z kory Calocedrusa formosana.

## Właściwości

### Właściwości biologiczne
Sugiol posiada wiele właściwości farmakoterapeutyczny, nie jest on jednak dopuszczony do użycia jako środek lecznicy ze względu swoją niską biodostępność, jak i nierozpuszczalność w środowisku wodnym.

#### Przeciwutleniające
Sugiol wiążę się z AHR i zwiększa poziom ekspresji genu CYP1A1, który jest przyczyną stresu oksydacyjnego. Aktywuje on jednak również czynnik transkrypcyjny NRF2 o właściwościach przeciwutleniających.

#### Przeciwwirusowe
Badanie skuteczności substancji wobec zainfekowanych komórek MDCK wirusem grypy H1N1 przeprowadzone w warunkach in vitro potwierdziły właściwości przeciwwirusowe sugiolu.

#### Przeciwbakteryjne
Związek wykazał skuteczność przeciwko bakterią przenoszonym przez żywność, a w szczególności bakteriom gram-dodatnim, wobec których działanie było bardziej skuteczne w porównaniu do streptomycyny.

#### Przeciwzapalne
Sugiol wykazał zdolność inhibicji markerów stanów zapalnego takich jak: NF-κB, iNOS, COX-2, TNF-α, IL-1β i IL-6. 

#### Antynowotworowe
Zastosowanie sugiolu obniża aktywność szlaku kinazy MAPK i Bcl-2, przy czym zwiększa poziom ekspresji Bax.

## Historia
W 1975 roku Graeme B. Russell wyizolował sugiol z liści Libocedrus bidwillii.